# 圣尼各老主教座堂 (大叻)

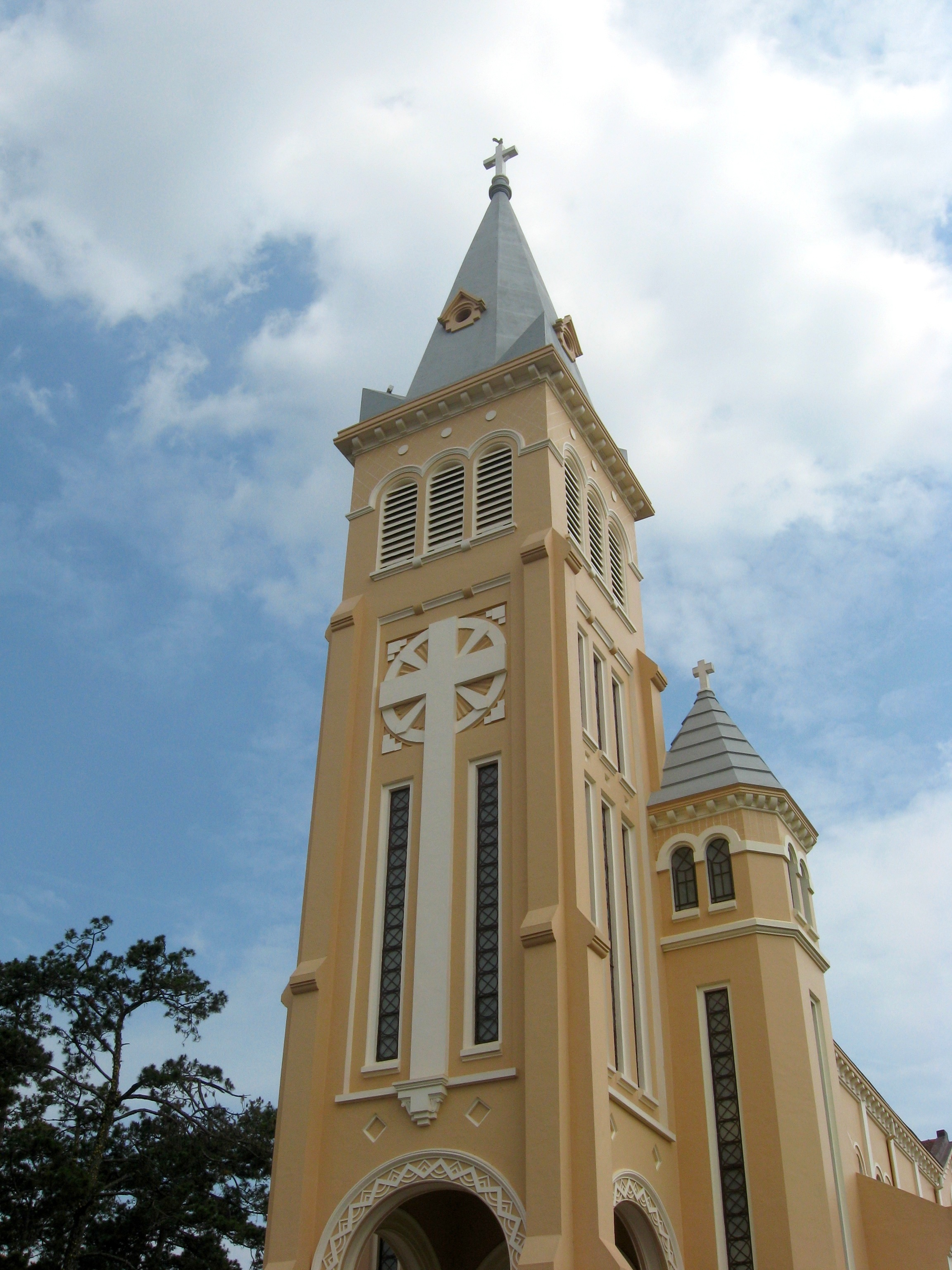
圣尼各老主教座堂

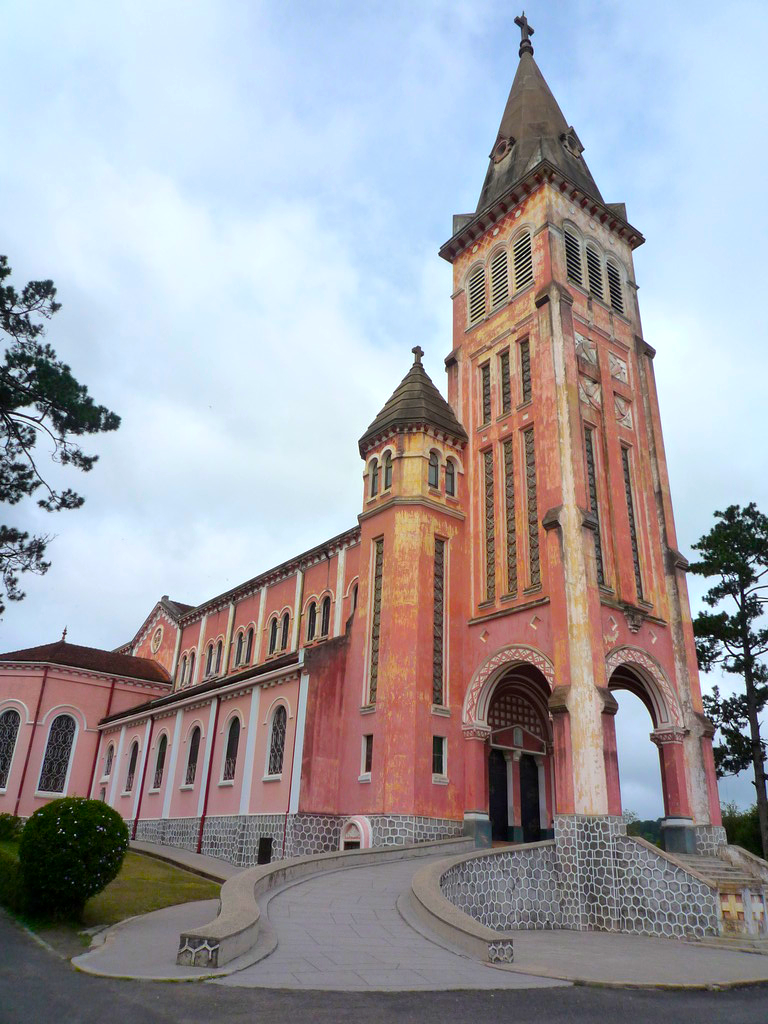
圣尼各老主教座堂

圣尼各老主教座堂（越南语：／）是天主教大叻教区的主教座堂，位于越南中部高原林同省省会大叻。供奉巴里的圣尼各老。因为塔顶的青铜公鸡，居民称它为“公鸡教堂”。

## 历史

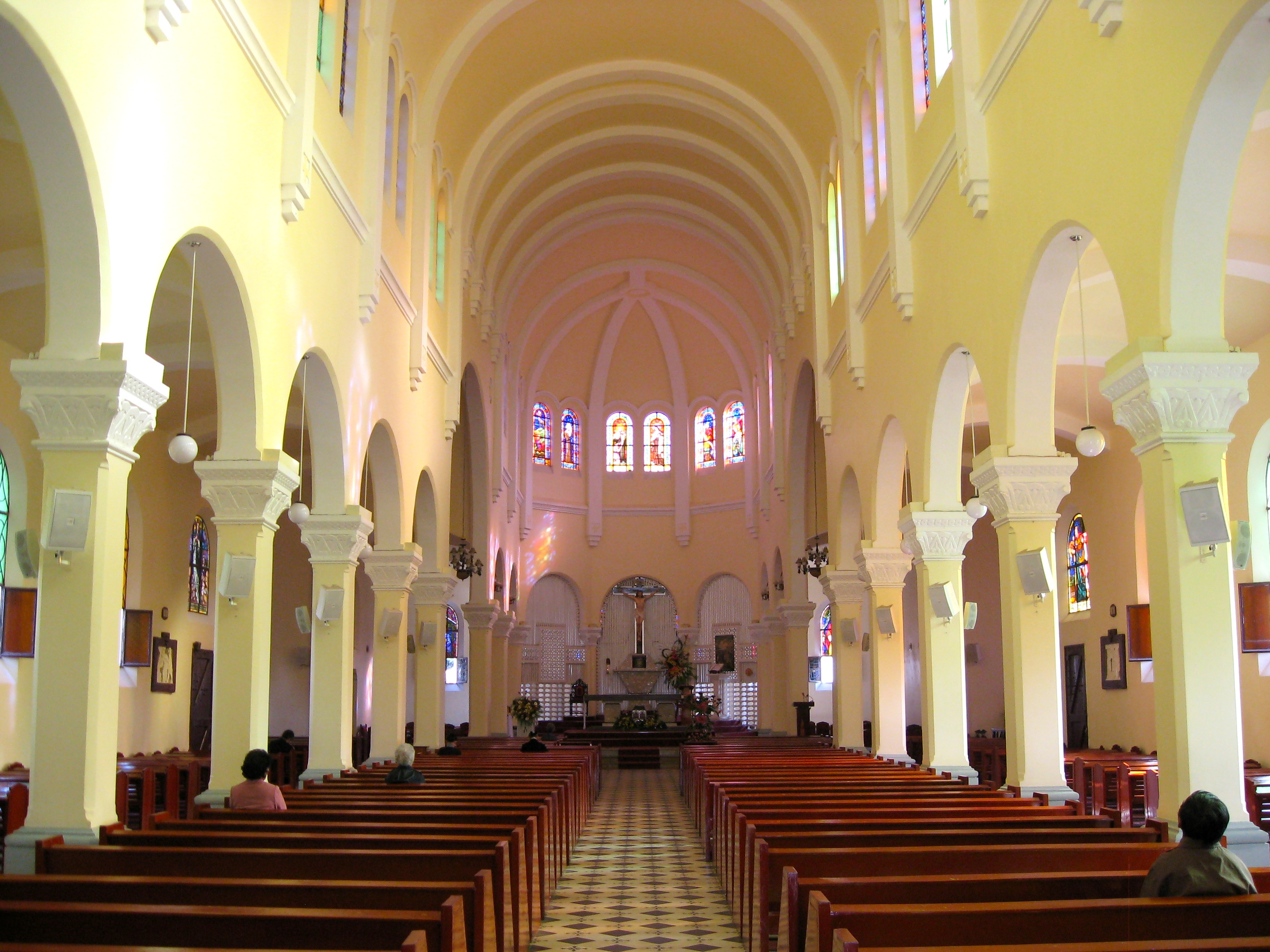
内部

该建筑建于由法国传教士建于1931年7月19日奠基，罗曼复兴风格，以取代建于1917年的老教堂。室内到1942年才完成。
20世纪初，法国人建立了海拔1500米的高山避暑胜地大叻，供殖民者和越南精英前来放松和避暑度假，以及结核病患者疗养。
1960年11月24日大叻教区成立，该堂升格为主教座堂。该建筑在2011年修复。
该建筑长65米，宽14米，钟楼高47米，在全城皆可见到。主教座堂的入口处街对面安放圣母雕像。